# سن جیورجیو این بوسکو
سن جیورجیو این بوسکو (به ایتالیایی: San Giorgio in Bosco) یک کومونه در ایتالیا است که در استان پادووا واقع شده‌است.

## خصوصیات
سن جیورجیو این بوسکو ۲۸٫۱ کیلومترمربع مساحت و ۵٬۹۶۶ نفر جمعیت دارد.